# Lisa Pelikan
Lisa Pelikan (Berkeley, 12 de juliol de 1954) és una actriu de cinema i televisió estatunidenca. a estudiar teatre a la Juilliard School amb una beca completa. Posteriorment va fer el seu debut al Broadway en una producció de 1977 de Romeu i Julieta. El mateix any, va aparèixer com la versió més jove del personatge principal de Vanessa Redgrave a la pel·lícula Julia. Posteriorment va protagonitzar la pel·lícula de terror Jennifer (1978). Els seus altres crèdits cinematogràfics inclouen Ghoulies (1985) i Retorn al Llac Blau (1991).

## Biografia

### Primers anys
Pelikan va néixer a Berkeley, filla d'Helen L., una psicòloga, i de Robert G. Pelikan, un economista internacional que va exercir com a ministre-conseller dels Estats Units a l'Organització de Cooperació i Desenvolupament Econòmic a París. És d'ascendència txeca. Als sis anys, a Pelikan se li va diagnosticar un tumor ossi a la cama, que va ser tractat amb cirurgia.
A causa de la feina del seu pare, Pelikan va passar la seva infància a diversos països diferents, com ara França, Japó i Itàlia, abans de tornar als Estats Units quan era adolescent, establint-se a Bethesda (Maryland). Mentre assistia a l'escola secundària a Maryland, Pelikan es va interessar pel ballet, però no va poder seguir-lo després que el tumor a la cama se li tornés a repetir, i va requerir una segona cirurgia que la va deixar sense poder caminar durant tot el seu darrer any de batxillerat.

### Carrera artística
Pelikan es va centrar en l'actuació i va assistir a la Juilliard School de la ciutat de Nova York amb una beca completa per a la seva divisió de drama. El seu primer treball habitual a la televisió va ser com a minyona Kate Mahaffey a la telenovel·la de la CBS Beacon Hill (1975). Després, va fer el seu debut al Broadway com a Rosaline en una producció de 1977 de Romeu i Julieta.
Pelikan va debutar al llargmetratge com la versió més jove del personatge principal de Vanessa Redgrave al drama Julia (1977). Pelikan va interpretar el personatge principal de la pel·lícula de terror Jennifer (1978), protagonitzada al costat de Nina Foch i John Gavin, i pel que va rebre el premi a la millor actriu a l'XII Festival Internacional de Cinema Fantàstic i de Terror de Sitges. Posteriorment va aparèixer com la luxosa Lucy Scanlon a la minisèrie de televisió Studs Lonigan (1979), coprotagonitzada amb Harry Hamlin, Colleen Dewhurst i Brad Dourif.
Pelikan va estar casada amb l'actor Robert Harper de 1981 a 1984. El 1984, va tenir un paper secundari a la pel·lícula Torn de tarda de Jonathan Demme, protagonitzada per Goldie Hawn i Kurt Russell. El 1986 es va casar amb l'actor Bruce Davison, i va tenir un fill, Ethan, nascut el 1996. Pelikan va aparèixer en un paper principal a la pel·lícula de terror Ghoulies (1985), i va protagonitzar el paper de la mare vídua Sarah Hargrave a la seqüela de la pel·lícula Retorn al Llac Blau (1991).
Va guanyar un Drama-Logue Award pel seu paper en una producció de Los Angeles d' Only a Broken String of Pearls (1995), una obra d'una dona sobre Zelda Fitzgerald de Willard. Simms. El 1998, va tenir un paper menor a la pel·lícula de suspens Ombres de sospita.
El 2006, Pelikan i Davison es van divorciar després de 20 anys de matrimoni. El 2018, Pelikan va obtenir un Màster en Belles Arts en interpretació a la California State University, Long Beach.Actualment ensenya Actuació amb la càmera a HB Studio a la ciutat de Nova York.

## Filmografia

### Pel·lícules
| Any  | Títol                   | Paper           | Notes | Ref.  |
| ---- | ----------------------- | --------------- | ----- | ----- |
| 1977 | Julia                   | Jove Julia      |       | [ 9 ] |
| 1978 | Jennifer                | Jennifer Baylor |       | [ 9 ] |
| 1979 | L'Homme en colère       | Anne            |       |       |
| 1984 | The House of God        | Jo Miller       |       | [ 9 ] |
| 1984 | Torn de tarda           | Violet          |       |       |
| 1985 | Ghoulies                | Rebecca         |       | [ 9 ] |
| 1990 | Lionheart, el lluitador | Helene          |       | [ 9 ] |
| 1991 | Retorn al Llac Blau     | Sarah Hargrave  |       | [ 9 ] |
| 1998 | Ombres de sospita       | Leslie Saxon    |       | [ 9 ] |
| 2015 | Circle                  | Cancer Survivor |       |       |

### Televisió
| Any  | Títol                             | Paper                          | Notes                                                           | Ref.  |
| ---- | --------------------------------- | ------------------------------ | --------------------------------------------------------------- | ----- |
| 1974 | The Country Girl                  | Nancy                          | Telefilm                                                        |       |
| 1975 | Beacon Hill                       | Kate Mahaffey                  | Personatge regular                                              |       |
| 1975 | Valley Forge                      | Tavis                          | Telefilm                                                        |       |
| 1976 | I Want to Keep My Baby!           | Miranda                        | Telefilm                                                        |       |
| 1977 | Happy Days                        | Michelle                       | Episodi: "The Graduation: Part 1"                               |       |
| 1977 | Kojak                             | Jennifer Campbell              | Episodi: "Lady in the Squadroom"                                |       |
| 1977 | The Best of Families              | Mary Margaret Rafferty         | Minisèrie                                                       | [ 9 ] |
| 1977 | James at 15                       | Paisley                        | Episodis: "Friends", "The Apple Tree, the Singing and the Gold" |       |
| 1978 | Perfect Gentlemen                 | Annie Cavagnaro                | Telefilm                                                        |       |
| 1978 | True Grit: A Further Adventure    | Mattie Ross                    | Telefilm                                                        |       |
| 1979 | Studs Lonigan                     | Lucy Scanlon                   | Minisèrie                                                       | [ 9 ] |
| 1979 | The Last Convertible              | Rosamond Ardley                | Minisèrie                                                       | [ 9 ] |
| 1980 | The Women's Room                  | Kyla                           | Telefilm                                                        |       |
| 1981 | The Best Little Girl in the World | Gail Powell                    | Telefilm                                                        |       |
| 1983 | Trapper John, M.D.                | Rachel                         | Episodi: "Life, Death and Vinnie Duncan"                        | [ 9 ] |
| 1984 | This Is the Life                  | Bonnie                         | Episodi: "Reprise for the Lord"                                 |       |
| 1984 | Remington Steele                  | Christy Cordaro                | Episodi: "High Flying Steele"                                   | [ 9 ] |
| 1985 | A Bunny's Tale                    | Lee                            | Telefilm                                                        |       |
| 1985 | Alfred Hitchcock Presents         | Nurse Ellen Hatch              | Episodi: "Night Fever"                                          |       |
| 1986 | Hotel                             | Laura Shafer                   | Episodi: "Enemies Within"                                       |       |
| 1986 | Blacke's Magic                    | Lenore Madden                  | Episodi: "Wax Poetic"                                           |       |
| 1986 | The Equalizer                     | Anne Fitzgerald / Diane Snyder | Episodi: "Counterfire"                                          | [ 9 ] |
| 1987 | Cagney & Lacey                    | Frances Gorelik                | Episodi: "Divine Couriers"                                      |       |
| 1989 | Murder, She Wrote                 | Jill Goddard                   | Episodi: "Prediction: Murder"                                   |       |
| 1991 | Sons and Daughters                | Melanie                        | Episodi: "Melanie"                                              |       |
| 1991 | Into the Badlands                 | Sarah Carstairs                | Telefilm                                                        |       |
| 1991 | In the Heat of the Night          | Jeanette Marshall              | Episodi: "Obsession"                                            | [ 9 ] |
| 1991 | Murder, She Wrote                 | Allison Franklin               | Episodi: "Terminal Connection"                                  | [ 9 ] |
| 1992 | Brooklyn Bridge                   | Bernice                        | Episodi: "Rainy Day"                                            | [ 9 ] |
| 1993 | Jack's Place                      | Lizzie                         | Episodi: "The Pipes Are Calling"                                |       |
| 1997 | Color of Justice                  | Betty                          | Telefilm                                                        |       |
| 2001 | The Guardian                      | Carol Ritter                   | Episodi: "The Men from the Boys"                                |       |
| 2001 | Off Season                        | Ashley Manson                  | Telefilm                                                        |       |
| 2002 | Law & Order: Special Victims Unit | Dr. Garrison                   | Episodi: "Waste"                                                | [ 9 ] |
| 2002 | For the People                    | Amanda Jacobs                  | Episodi: "Nascent"                                              |       |
| 2003 | Strong Medicine                   | Babs Darner                    | Episodi: "The Hero Heart"                                       |       |
| 2007 | Marlowe                           | Laura Devin                    | Telefilm                                                        |       |
| 2007 | Sacrifices of the Heart           | Virginia Doyle                 | Telefilm                                                        |       |
| 2010 | 10,000 Days                       | Anna Hesse                     | Paper regular (12 episodis)                                     |       |
| 2013 | Rake                              | Lorraine Wilson                | Episodi: "1.1"                                                  | [ 9 ] |
| 2014 | 10,000 Days                       | Anna Hesse                     | Telefilm                                                        |       |

## Crèdits escènics
| Any  | Títol                          | Paper              | Notes                        | Ref.   |
| ---- | ------------------------------ | ------------------ | ---------------------------- | ------ |
| 1975 | The Elephant in the House      | Francesca          | Circle Theatre, Nova York    | [ 13 ] |
| 1977 | Romeu i Julieta                | Rosaline           | Circle in the Square Theatre | [ 4 ]  |
| 1984 | Treballs d'amors perduts       | Katharine          | Circle Repertory Theatre     | [ 13 ] |
| 1995 | Only a Broken String of Pearls | Zelda Fitzgerald   | Theatre Geo, Los Angeles     | [ 14 ] |
| 2000 | Panache                        | Kathleen Trafalger | The Players Theatre          | [ 13 ] |
| 2013 | The Normal Heart               | Dr. Emma Brookner  | The Fountain Theatre         | [ 15 ] |